# Abstandsklassifikator
Ein Abstandsklassifikator ist ein Begriff aus der mathematischen Statistik: Wird über die Zugehörigkeit eines Objektes zu einer Klasse entschieden, indem (im Merkmalsraum) der „Abstand“ des Objektes (z. B. ein Merkmalsvektor) zur Klasse bestimmt wird, spricht man von einem Abstandsklassifikator.
Der Abstand wird in der Regel als Abstand zu einem ausgewählten Repräsentanten jeder Klasse definiert, zum Beispiel zu ihrem Mittelpunkt. Der Abstand kann über unterschiedliche Distanz- beziehungsweise Ähnlichkeitsmaße definiert werden. Häufig benutzte Abstandsmaße sind beispielsweise der Euklidische Abstand, der gewichtete Euklidische Abstand und der Mahalanobis-Abstand.
Die Trennflächen zwischen zwei Klassen bilden die Punkte gleichen Abstands von jeder der beiden Klassen.